# European Amateur
El European Amateur Championship o Campeonato de Europa de Aficionados es un torneo anual amateur de golf. Se juega en varios lugares de toda Europa. Es organizado por la European Golf Association y tuvo lugar por primera vez en 1986. Es uno de los torneos  de "élite" reconocido por el World Amateur Golf Ranking. El análogo del torneo para mujeres es el European Ladies Amateur Championship.
El ganador recibe una invitación para el próximo Abierto, siempre que mantengan su condición de amateur situación antes del Abierto. Antes de 2016 el European Amateur se jugaba después del Abierto y la invitación era para el Abierto del próximo año. Desde 2017 European Amateur se juega antes del Abierto y la invitación se aplica para el año en curso. Tanto los ganadores de 2016 como de 2017 recibieron una invitación para el Abierto de 2017.

## Ganadores
| Año  | Campo                          | Ubicación     | Jugador            | País              | Puntuación    | Bajo par      | Margen de victoria | Subcampeones                                     |
| ---- | ------------------------------ | ------------- | ------------------ | ----------------- | ------------- | ------------- | ------------------ | ------------------------------------------------ |
| 2019 | Diamond Country Club           | Austria       | Matthias Schmid    | Alemania          | 273           | −15           | 3 golpes           | Euan Walker                                      |
| 2018 | Real Hague Golf & Club de País | Países Bajos  | Nicolai Højgård    | Dinamarca         | 281           | −7            | 1 golpe            | Robin Dawson Viktor Hovland Jerry Ji Mitch Waite |
| 2017 | Walton Heath Golf Club         | Inglaterra    | Alfie Plant        | Inglaterra        | 273           | −15           | Eliminatoria       | Luca Cianchetti Lorenzo Scalise                  |
| 2016 | Estonian G&CC                  | Estonia       | Luca Cianchetti    | Italia            | 272           | −16           | Eliminatoria       | Viktor Hovland                                   |
| 2015 | Penati Golf Recurso            | Eslovaquia    | Stefano Mazzoli    | Italia            | 269           | −19           | 1 golpe            | Gary Hurley                                      |
| 2014 | El Duque St Andrews            | Escocia       | Ashley Chesters    | Inglaterra        | 282           | −2            | 3 golpes           | Gary Hurley Max Röhrig                           |
| 2013 | Club real de Golf El Prat      | España        | Ashley Chesters    | Inglaterra        | 284           | −4            | 1 golpe            | David Morago                                     |
| 2012 | Carton House                   | Irlanda       | Rhys Pugh          | Gales             | 277           | −11           | 1 golpe            | James Frazer                                     |
| 2011 | Halmstad GC                    | Suecia        | Manuel Trappel     | Austria           | 278           | −10           | Eliminatoria       | Steven Brown                                     |
| 2010 | Vanajanlinna G&CC              | Finlandia     | Lucas Bjerregaard  | Dinamarca         | 273           | −15           | 1 golpe            | Tommy Fleetwood Andrea Pavan                     |
| 2009 | Golf de Chantilly              | Francia       | Victor Dubuisson   | Francia           | 277           |               | 1 golpe            | Ross Kellett                                     |
| 2008 | Esbjerg GC                     | Dinamarca     | Stephan Gross      | Alemania          | 280           |               | 1 golpe            | Richard Kind                                     |
| 2007 | Sporting Club Berlin           | Alemania      | Benjamin Hébert    | Francia           | 277           |               | Eliminatoria       | Joel Sjöholm                                     |
| 2006 | Biella Golf Club               | Italia        | Rory McIlroy       | Irlanda del Norte | 274           |               | 3 golpes           | Steve Lewton                                     |
| 2005 | Antwerp G&CC Rinkven           | Bélgica       | Marius Thorp       | Noruega           | 280           |               | 1 golpe            | Rafael Cabrera-Bello Matthew Cryer               |
| 2004 | Skövde Golf Club               | Suecia        | Matthew Richardson | Inglaterra        | 273           |               | 1 golpe            | Gary Lockerbie                                   |
| 2003 | Nairn Golf Club                | Escocia       | Brian McElhinney   | Irlanda           | 283           |               | 1 golpe            | Pablo Martín Matthew Richardson                  |
| 2002 | Troia Golf Club                | Portugal      | Raphaël Pellicioli | Francia           | 284           |               | 5 golpes           | James Heath                                      |
| 2001 | Odense Eventyr Golf            | Dinamarca     | Stephen Browne     | Irlanda           | 270           | −18           | 5 golpes           | Stuart Wilson                                    |
| 2000 | Styrian GC Murhof              | Austria       | Carl Pettersson    | Suecia            | 263           | −25           | 5 golpes           | Panu Kylliäinen Graeme McDowell                  |
| 1999 | Celta Manor                    | Gales         | Grégory Havret     | Francia           | 207           | −9            | 2 golpes           | Barry Hume                                       |
| 1998 | Golf du Médoc                  | Francia       | Paddy Gribben      | Irlanda           | 274           | −10           | 2 golpes           | Craig Williams Gary Wolstenholme                 |
| 1997 | Domaine Impérial               | Suiza         | Didier de Vooght   | Bélgica           | 278           | −10           | 3 golpes           | Luke Donald Robert Duck Sergio García            |
| 1996 | Karlstad Golf Club             | Suecia        | Daniel Olsson      | Suecia            | 276           | −8            | 1 golpe            | Barclay Howard Maarten Lafeber                   |
| 1995 | El Prat Golf Club              | España        | Sergio García      | España            | 276           | −12           | 1 golpe            | Mattias Eliasson                                 |
| 1994 | Aura Golf Club                 | Finlandia     | Stephen Gallacher  | Escocia           | 278           | −6            | 2 golpes           | Lee S. James Gordon Sherry                       |
| 1993 | Dalmahoy G de hotel&CC         | Escocia       | Morten Backhausen  | Dinamarca         | 276           |               | Eliminatoria       | Lee Westwood                                     |
| 1992 | Le Querce Golf Club            | Italia        | Massimo Scarpa     | Italia            | 284           | −4            | 4 golpes           | Fredrik Andersson Bradley Dredge                 |
| 1991 | Hillside Golf Club             | Inglaterra    | Jim Payne          | Inglaterra        | 281           |               | 4 golpes           | Álvaro Prat                                      |
| 1990 | Aalborg Golf Club              | Dinamarca     | Klas Eriksson      | Suecia            | 279           |               | 5 golpes           | Paul Moloney                                     |
| 1989 | No se celebró                  | No se celebró | No se celebró      | No se celebró     | No se celebró | No se celebró | No se celebró      | No se celebró                                    |
| 1988 | Falkenstein Golf Club          | Alemania      | David Ecob         | Australia         | 284           | E             | 1 golpe            | Christian Hardin Borja Queipo de Llano           |
| 1987 | No se celebró                  | No se celebró | No se celebró      | No se celebró     | No se celebró | No se celebró | No se celebró      | No se celebró                                    |
| 1986 | Eindhoven Golf Club            | Países Bajos  | Anders Haglund     | Suecia            | 282           |               | 3 golpes           | David Gilford                                    |

En 2017 Plant ganó con un birdie en el segundo hoyo de un desempate de muerte súbita después de que él y Cianchetti habían empatado antes un desempate de tres hoyos a nivel par, siendo Scalise eliminado en un par sobre par. En 2016 Cianchetti ganó con un par en el cuarto hoyo de un desempate de muerte súbita después de que él y Hovland habían empatado antes un desempate de tres hoyos. En 2010 Trappel ganó el play-off de tres hoyos. En 1993 Backhausen ganó el play-off de tres hoyos por dos golpes.